# Кемеровская улица (Санкт-Петербург)
Ке́меровская улица — улица в Кировском районе Санкт-Петербурга. Проходит от стыка Промышленной и Баррикадной улиц до улицы Калинина (между домами 18 и 22).

## История
Улица достоверно известна с 1896 года, когда получила первое наименование — Мануфактурный переулок, так как поблизости, в доме 2 по Волынкиной деревне (ныне улица Калинина), находилась Екатерингофская бумажная мануфактура.
С 1901 года переулок продлили с несколькими изгибами на север и запад обратно к Волынкиной деревне, после чего он стал выходить к самой мануфактуре. Переулок стал называться Березиным по фамилии домовладельца, сам дом А. И. Березина находился в Болдыревом переулке — нынешней Промышленной улице (дом 19), сейчас на его месте — корпус ЗАО «НПФ «Прогресс-Равенство».
Как проезд без названия этот участок существует и сейчас, он идёт вдоль ограды сада Молво от улицы Калинина (между домами 2 и 4) до Промышленной улицы в створе улицы Губина, но из состава Березина переулка он в 1925 году был исключён, после чего некоторое время назывался Бессоновым переулком (так он обозначен на карте 1927 года, вероятно, по фамилии домовладельца).
После продления в середине 1930-х годов Болдырева переулка Березин переулок окончательно вернулся к прежним границам. 15 декабря 1952 года его переименовали в Кемеровскую улицу, по сибирскому городу Кемерово, областному центру Кузбасса.
6 июня 1975 года название улицы было упразднено, а 5 июня 2001 года восстановлено.

## Интересные факты
Существует ошибочный вариант обозначения — Кемеровский переулок.